# 우정경영연구소
우정경영연구소(郵政經營硏究所)는 대한민국 정부가 운영하고 있는 우정사업에 대한 심도 있는 연구를 통해 우정사업 정책 수립을 종합적·효과적으로 지원하기 위해 설립된 대한민국 국무조정실 산하 경제인문사회연구회 소속 정보통신정책연구원 부설 기관이다. 경기도 과천시 장군마을3길 36 (주암동)에 위치하고 있다.

## 연혁
- 2002년 우정경영연구센터 설립
- 2007년 우정경영연구소로 개편

## 주요 업무
- 저탄소 녹색성장을 지향한 친환경 우편서비스 구현방안 연구
- 신서독점권의 체계적 관리 및 실효성 확보방안 연구
- 우정사업 경영여건 시나리오별 대응전략 수립
- 대한민국 실정에 맞는 지능형 우편서비스 도입방안 연구
- 다자(WTO) 및 양자(FTA) 통상협상 지원 및 전략 연구
- 국내외 우정동향 및 주요 경영정보 조사 분석
- APPU 회원국들을 위한 e-비지니스 전략도출 연구
- 대내외 환경변화에 대응한 우편사업 경쟁력 강화방안 연구
- 우체국금융사업 성장동력 창출방안 연구
- 우편, 금융 시너지효과 제고를 위한 전략적 자금운용방안 연구
- 현업관서 역량강화경영 컨설팅 추진방안 연구
- 우정사업 소속기관 경영평가 개편방안 연구
- 『우정정보』,『한국우정백서』발간

## 같이 보기
우정사업본부